# 김경수 (1982년)
김경수(1982년 7월 3일 ~ )는 대한민국의 축구 선수이며, 포지션은 수비수이다.